# Manolo Hussein
Manuel de los Reyes Hussein Viera (Las Palmas de Gran Canaria, España, 21 de octubre de 1962) conocido como Manolo Hussein es un entrenador de baloncesto español.
Con 449 partidos dirigidos en la Liga ACB, a fecha de enero de 2019, se encontraba en el puesto número 13 de entrenadores con más partidos.

## Biografía
Debutó en la ACB con el CB Gran Canaria en 1990, al tener que sustituir al destituido Joaquín Costa, del que había sido ayudante desde el año 1988.
Tras un paréntesis en el que pasa por Cantabria Torrelavega y CABA Albacete vuelve a su casa permaneciendo ahora 8 temporadas. En ese periodo consigue un nuevo ascenso y que el club se afiance en la liga ACB. En 2002 sus caminos se separan y marcha al Cáceres Club Baloncesto primero, Alerta Cantabria Lobos y Ciudad Algeciras.
En noviembre de 2005 se hace cargo de CB Murcia por el cese de Manel Comas, culminando con éxito la temporada, pues lleva a este club a la ACB y gana la Copa Príncipe de Asturias. Permaneció como entrenador de este club cuatro temporadas hasta la 2009/2010, cuando tras un cambio en la dirección deportiva, fue cesado en el verano de 2009.
Tras un año sin equipo, en mayo de 2010 firma con el Power Electronics Valencia. El 11 de noviembre, fue cesado, siendo sustituido por Chechu Mulero.
Tras el cese pasa unos años apartado del baloncesto profesional dedicándose a la preparación física personal. Por fin en 2016 se incorpora de nuevo a las categorías inferiores del CB Gran Canaria en labores de coordinación, cargo que deja al año siguiente junto a su valedor Miguelo Betancor.
En julio de 2017 pasa a ser seleccionador de Panamá.

## Trayectoria
- Pitufos Basket (La Isleta - Las Palmas de Gran Canaria).
- Claret Las Palmas. Categorías inferiores.
- 1988-1990 CB Gran Canaria. Entrenador ayudante.
- 1990-1992 CB Gran Canaria.
- 1993 Cantabria Torrelavega.
- 1994-1995 CABA Albacete.
- 1995-2002 CB Gran Canaria.
- 2002-2003 Cáceres C.B.
- 2004-2005 Alerta Cantabria Lobos.
- 2004 CB Ciudad de Algeciras Cepsa.
- 2005-2009 CB Murcia
- 2010 Power Electronics Valencia
- 2017-2020 Selección de baloncesto de Panamá
- 2019-2020 Tianjin Ronggang
- 2021 Cafeteros de Armenia

## Palmarés
- Ascenso a Liga ACB con CB Gran Canaria 1990-91
- Ascenso a Liga ACB con CB Gran Canaria 1995-96
- Ascenso a Liga ACB con Polaris World Murcia 2005-06
- Copa Príncipe Asturias 2005-06 con CB Murcia
- Subcampeón de la Supercopa ACB 2010